# 트리니다드 (우루과이)

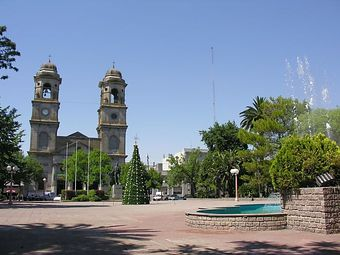
트리니다드 헌법광장

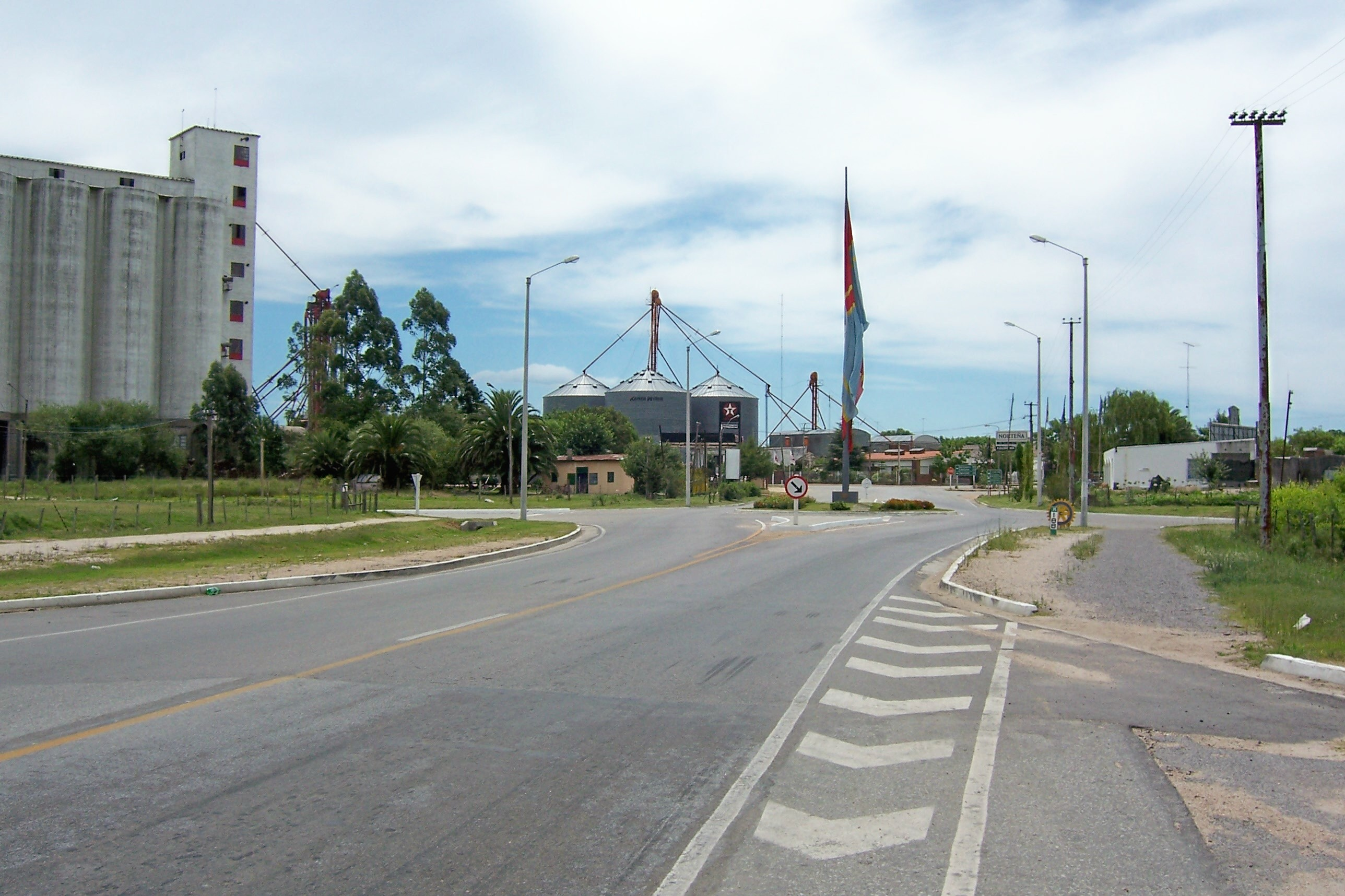
트리니다드를 지나가는 국도 3호선

트리니다드(스페인어: Trinidad)는 우루과이 남부에 위치한 도시로 플로레스주의 주도이며 높이는 134m, 인구는 21,429명(2011년 기준)이다. 도시가 신설된 시기는 1805년이다.

## 같이 보기
- 플로레스주